# Bernard du Bus de Gisignies
Bernard Daniel du Bus de Gisignies (Sint-Joost-ten-Node, 7 oktober 1832 - Brussel, 17 februari 1917) was een Belgisch diplomaat en politicus voor de Katholieke Partij.

## Biografie

### Familie
Bernard du Bus de Gisignies was een zoon van senator en natuurwetenschapper Bernard Amé du Bus de Gisignies en Pétronille Truyts. Hij trouwde in 1873 in Brussel met Henriette Mosselman du Chenoy (1855-1898), dochter van Théodore Mosselman du Chenoy, bankier en senator. Ze kregen een dochter, Isabelle (1874-1912), die trouwde met graaf Maximilien de Renesse (1867-1951).
Bernard genoot mee van de algemene bevordering van de mannelijke familieleden tot burggraaf in 1842.

### Loopbaan
Van 1859 tot 1873 doorliep Du Bus een diplomatieke carrière. Zo was hij actief als ambassaderaad te Madrid, Den Haag, Frankfurt en opnieuw Den Haag.
In augustus 1874 volgde hij zijn overleden oom Albéric du Bus de Gisignies op als katholiek senator voor het arrondissement Oostende en vervulde dit mandaat tot in 1878.
Van 1878 tot 1879 en van 1885 tot 1891 was Du Bus burgemeester van Oostmalle.
Hij woonde in het Kasteel de Renesse te Oostmalle en beheerde het domein. Daarop liet hij onder meer de rentmeesterwoning bouwen. Door het huwelijk van zijn dochter Isabelle met Maximilien de Renesse kwam het domein terug in handen van de familie de Renesse.